# Sokolica (Pieniny)
Sokolica (747 m) – szczyt w północno-wschodniej części Pienin Środkowych, w tzw. Pieninkach, na obszarze Pienińskiego Parku Narodowego, w granicach Krościenka nad Dunajcem, w województwie małopolskim, w powiecie nowotarskim.

## Opis
Od sąsiedniego, leżącego w tej samej grani Czertezika, oddziela ją przełęcz Sosnów. Geologicznie jest to część Pienińskiego Pasa Skałkowego, zbudowana z odpornych na wietrzenie wapieni rogowcowych.
Północne stoki Sokolicy porasta las bukowo-jodłowy, a na szczycie rośnie kilka reliktowych sosen. Z badań trzech okazów przeprowadzonych w latach 1995–1996 wynikało, że miały wtedy ok. 550 lat i były najstarszymi sosnami w Polsce. W 2018 jedno z drzew (sosna na Sokolicy), uznawane ze względu na swój kształt i miejsce w którym rośnie (grań nad przepaścią) za jedną z ikon Pienin, zostało uszkodzone przez śmigłowiec podczas akcji ratunkowej.
Południowe, skalne ściany opadają uskokami prawie pionowo w 310-metrową przepaść do przełomu Dunajca. Najwyższy uskok pod szczytem Sokolicy to pionowa niemal ściana 100 m wysokości. Pod nią znajduje się spiczasta skała zwana Głową Cukru (szczególnie okazale prezentująca się z Drogi Pienińskiej). Ściany te porastają obficie porosty, smagliczka skalna, aster alpejski, złocień Zawadzkiego i inne naskalne rośliny wapieniolubne. Z rzadkich w Polsce gatunków roślin występują: kokorycz żółtawa, oman plamisty, starzec pomarańczowy i wiechlina styryjska. W urwiskach gniazdują pomurniki i pustułki.
Południową ścianą Sokolicy po raz pierwszy 23 lipca 1960 r. wspięli się krakowscy wspinacze: Roman Łazarski i Jerzy Potocki. Nadzwyczaj trudną, eksponowaną drogę, w znacznej części techniką hakową, pokonali w 8 godzin. Południowo-zachodni filar Sokolicy, drogą nadzwyczaj trudną, eksponowaną, o niezwykle kruchej skale, pokonali 31 lipca 1960 r. w 4 godziny ciż sami wraz z Barbarą Łazarską i Andrzejem Stanochem.
Nazwa szczytu pochodzi od tego, że dawniej gniazdowały w niej sokoły. Od dawna była celem turystycznych wypraw. Już w 1867 r. jej pierwszy album fotograficzny sporządził Franciszek Wyspiański, 10 lat wcześniej malował ją Józef Szalay. W 1880 r. pisano w prasie: „Tylko osoby silne, umiejące dobrze chodzić po górach wdzierają się na Sokolicę”. E. Gąsowski oglądający ją podczas spływu tratwami w 1879 r. pisał: „Prześliczny stąd widok na Sokolicę, najwspanialszą ze wszystkich skał pioninskich”.
Obok Trzech Koron jest najpopularniejszym celem wycieczek turystycznych. Szczyt jest bardzo dobrym punktem widokowym na Pieniński Przełom Dunajca, Pieniny Środkowe, Małe Pieniny, Magurę Spiską, Tatry Bielskie i Tatry Wysokie. Wstęp na sam szczyt Sokolicy (podobnie jak na Trzy Korony) jest płatny. Bilet upoważnia również do wejścia na Trzy Korony (w tym samym dniu). Samo wejście na Sokolicę to boczna, odbiegająca od szlaku ścieżka ubezpieczona metalowymi poręczami (ok. 40 m różnicy poziomów, 7 min podejścia w górę). Do tego miejsca prowadzi niebieski szlak turystyczny, który przebiega ze Szczawnicy odcinkiem Drogi Pienińskiej przez przewóz promowy (Nowy Przewóz) na drugą stronę Dunajca i dalej tzw. Sokolą Percią. Z drugiej strony wiedzie on z Trzech Koron przez Zamkową Górę i grań Pieninek (Czerteż, Czertezik, przełęcz Sosnów). Na przełęcz Sosnów biegnie także zielony szlak z Krościenka.

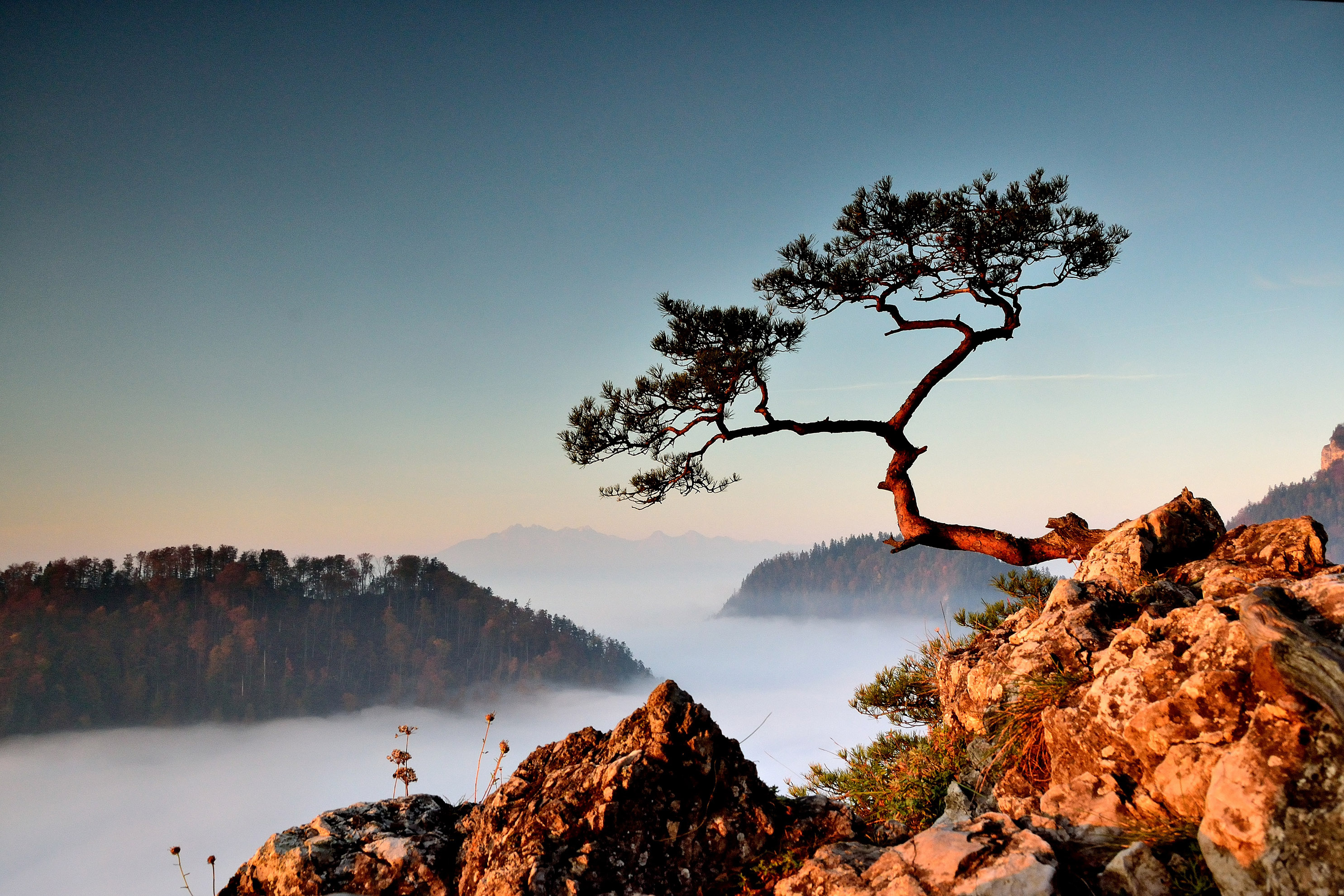
Sosna na Sokolicy
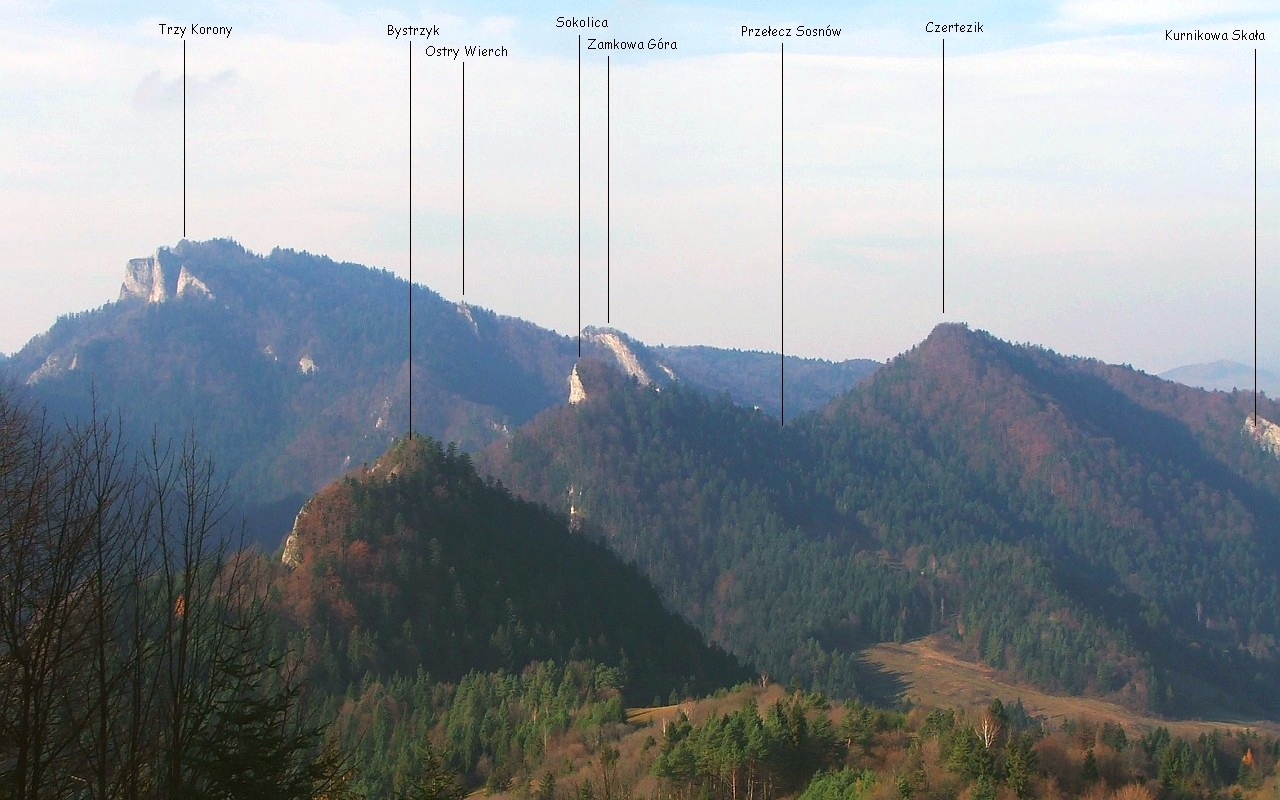
Widok z Palenicy
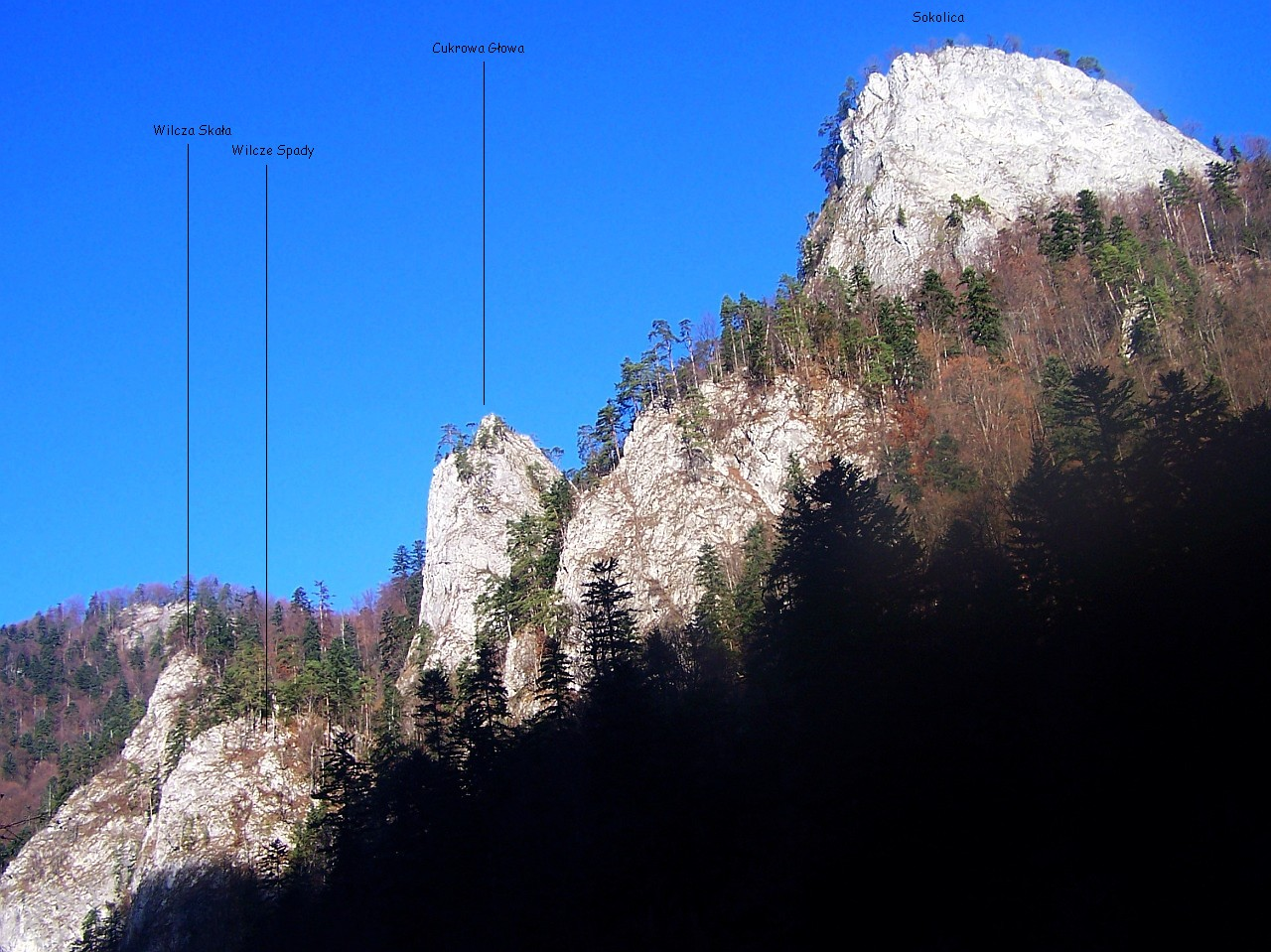
Widok z Drogi Pienińskiej
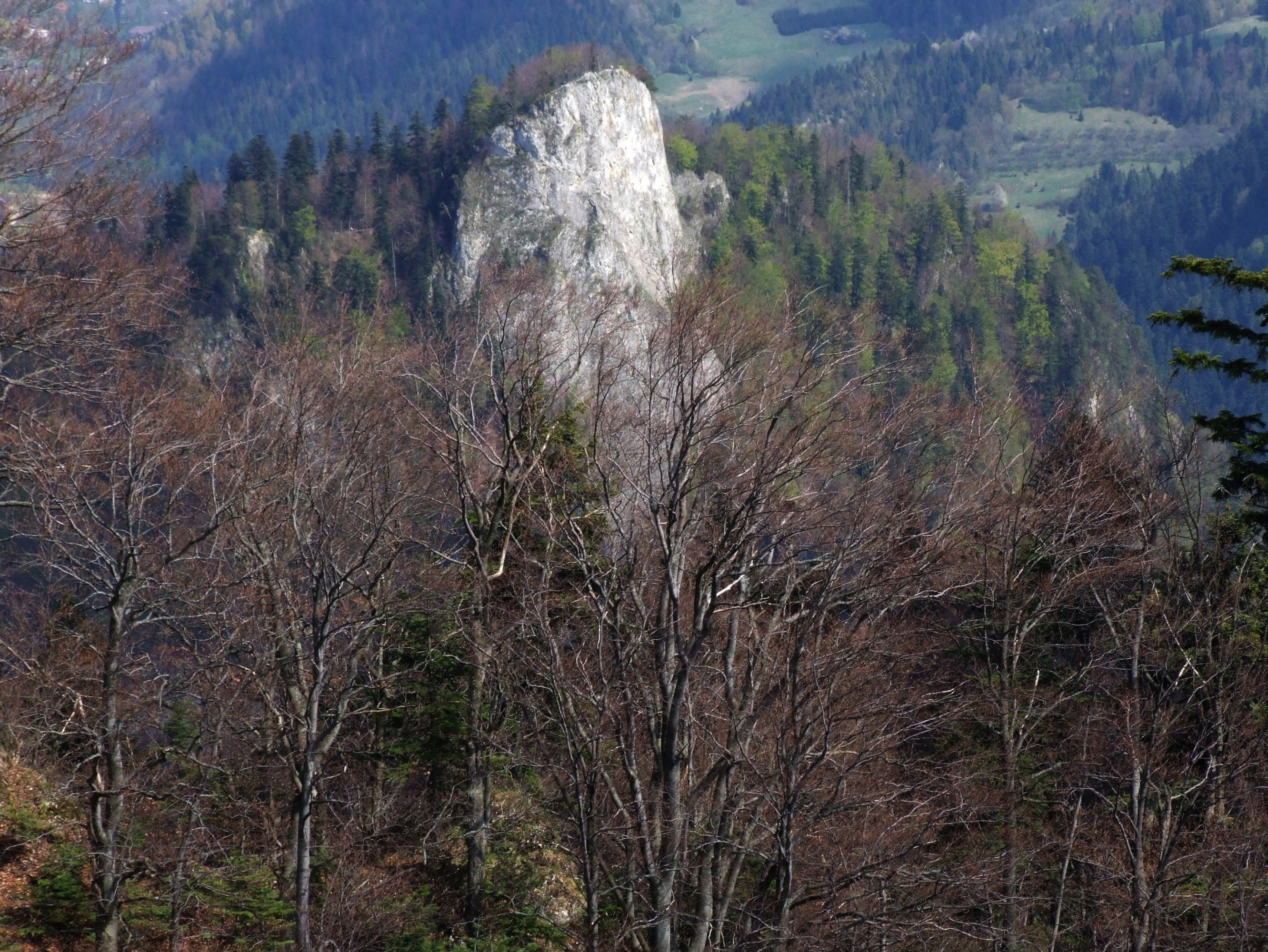
Widok z Trzech Koron
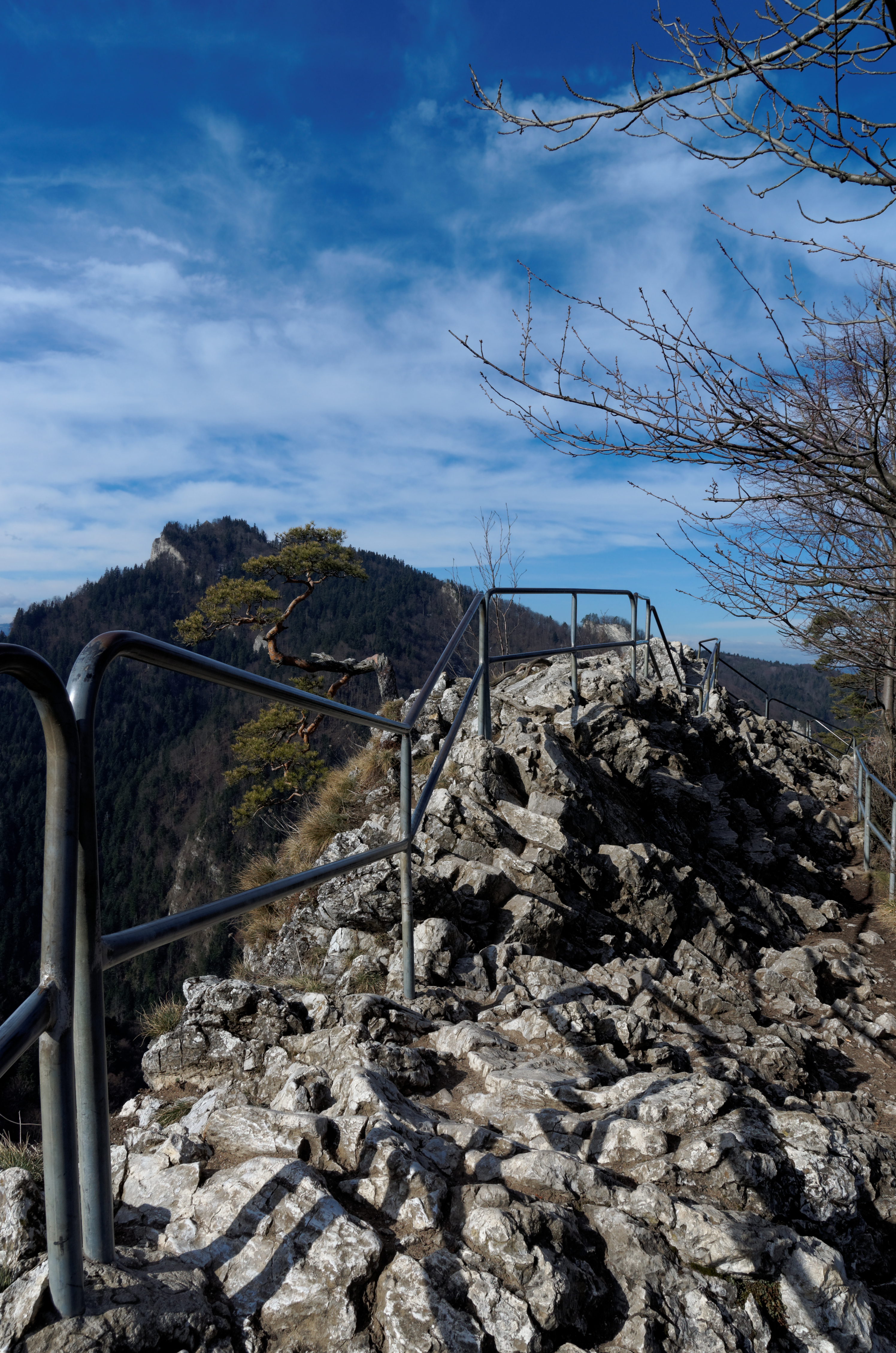
Na szczycie

## Szlaki turystyczne
Szczawnica – Sokola Perć – Trzy Korony
- ze Szczawnicy 1:15 h (↓ 1 h)
- z Trzech Koron 2:35 h (↑ 2:50 h), z Czerteża 0:45 h (z powrotem 0:50 h), z przełęczy Sosnów 0:20 h (↓ 0:15 h)

 Krościenko – Zawiesy – Kras – przełęcz Sosnów. Stąd  na Sokolicę.
- z Krościenka 1:40 h (↓ 1:20 h).